# Brady Township (comté de Lycoming, Pennsylvanie)
Pour les articles homonymes, voir Brady Township.
Brady Township est une localité située dans le comté de Lycoming en Pennsylvanie.
Sa population était de 502 habitants en 2020.
On y trouve notamment le Complexe correctionnel fédéral d'Allenwood.